# Allison Parks
Gloria Waldron más conocida como Allison Parks (Glendale, California18 de octubre de 1941 – Hawái, 21 de junio de 2010),  fue una modelo y actriz estadounidense.
Fue elegida Playmate del mes para la revista Playboy en octubre de 1965, y Playmate del Año en 1966, con ella como la modelo de la portada y un reportaje en el número de mayo. Ella también apareció en el reportaje de la Mansión Playboy en el número de enero de 1966 de Playboy (comenzando en la página 105) junto a Ashlyn Martin. Su reportaje original fue fotografiado por William Figge.
"Allison Parks" era un seudónimo que utilizó cuando modelaba para Playboy, pero ella dijo en The Playmate Book que a ella le gustaba tanto que lo seguía usando todo el tiempo. Ella ya era madre cuando su portada se publicó y sus hijos aparecieron en una fotografía en su diseño, pero fueron identificados como estudiantes de la "escuela de natación".
Después de su trabajo como Playmate, Parks tuvo una larga carrera como modelo y actriz, principalmente de anuncios de televisión.

## Muerte
Falleció de un fallo cardíaco el 21 de junio de 2010, en una playa en Hawái, su sitio de vacaciones favorito.